# Lago Pupuke
El lago Pupuke (tradicionalmente conocido en maorí como Pupukemoana) es un lago de agua dulce con forma de corazón que ocupa un cráter volcánico (o maar) entre los suburbios de Takapuna y Milford, en la costa norte de Auckland (Nueva Zelanda). La forma de corazón es el resultado de su formación por la unión de dos cráteres circulares: uno más grande que forma la mayor parte del lago y otro más pequeño que forma el brazo del noreste. Separado del mar por menos de 200 m en un punto, tiene una circunferencia de unos 4,5 km y alcanza 57 m de profundidad. Es muy popular por las actividades recreativas y por las propiedades a orillas del lago que lo rodean.

## Geología

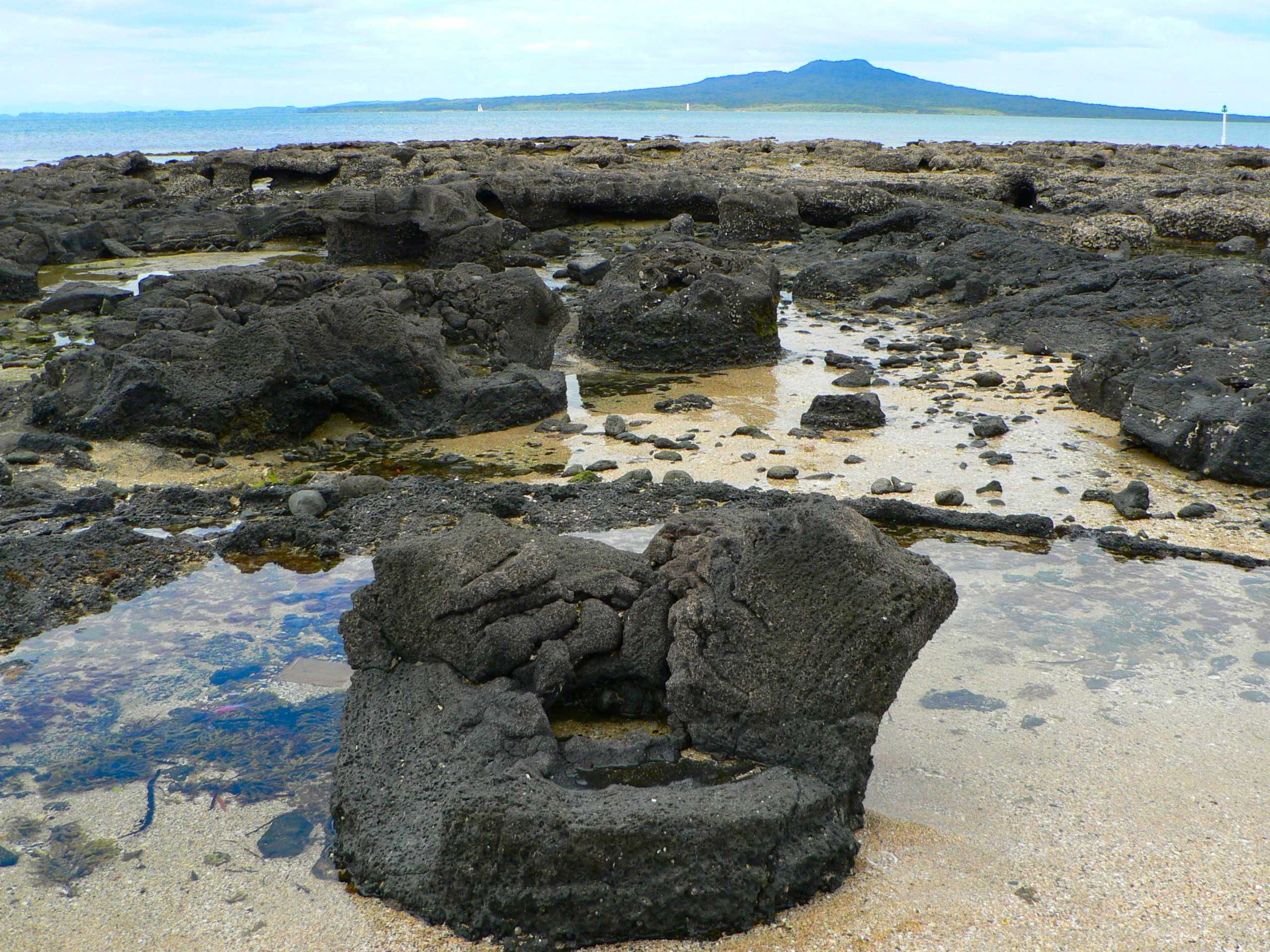
El excepcional bosque fósil del Arrecife Takapuna fue exhumado por la erosión costera cuando el nivel del mar subió hasta su altura actual, tras la última edad de Hielo, hace 7.200 años

Otros cráteres similares del campo volcánico de Auckland quedaron sepultados por erupciones posteriores o se abrieron por la erosión cuando el agua de lluvia se acumuló y desbordó el borde del cráter. El lago Pupuke sigue siendo un lago porque, a diferencia de los otros respiraderos, sus erupciones produjeron importantes flujos de lava; así, el agua puede escapar a través de grietas en la lava que llegan hasta debajo de la pared del cráter, creando una serie de manantiales de agua dulce a lo largo de las playas entre Takapuna y Milford. El flujo de lava al final de la playa de Takapuna envolvió un bosque de kauri, produciendo una colección de moldes de árboles de importancia internacional, que ha sido calificada como "el único ejemplo de Nueva Zelanda de un bosque fósil conservado en un flujo de lava" y que "se encuentra entre los mejores ejemplos del mundo". Algunos moldes han escapado al enterramiento por la rampa para barcos y el aparcamiento construidos sobre la lava, y pueden verse con la marea baja.
Al oeste del lago Pupuke existía un pequeño cono de escoria, que fue extraído durante la colonización europea.

## Historia

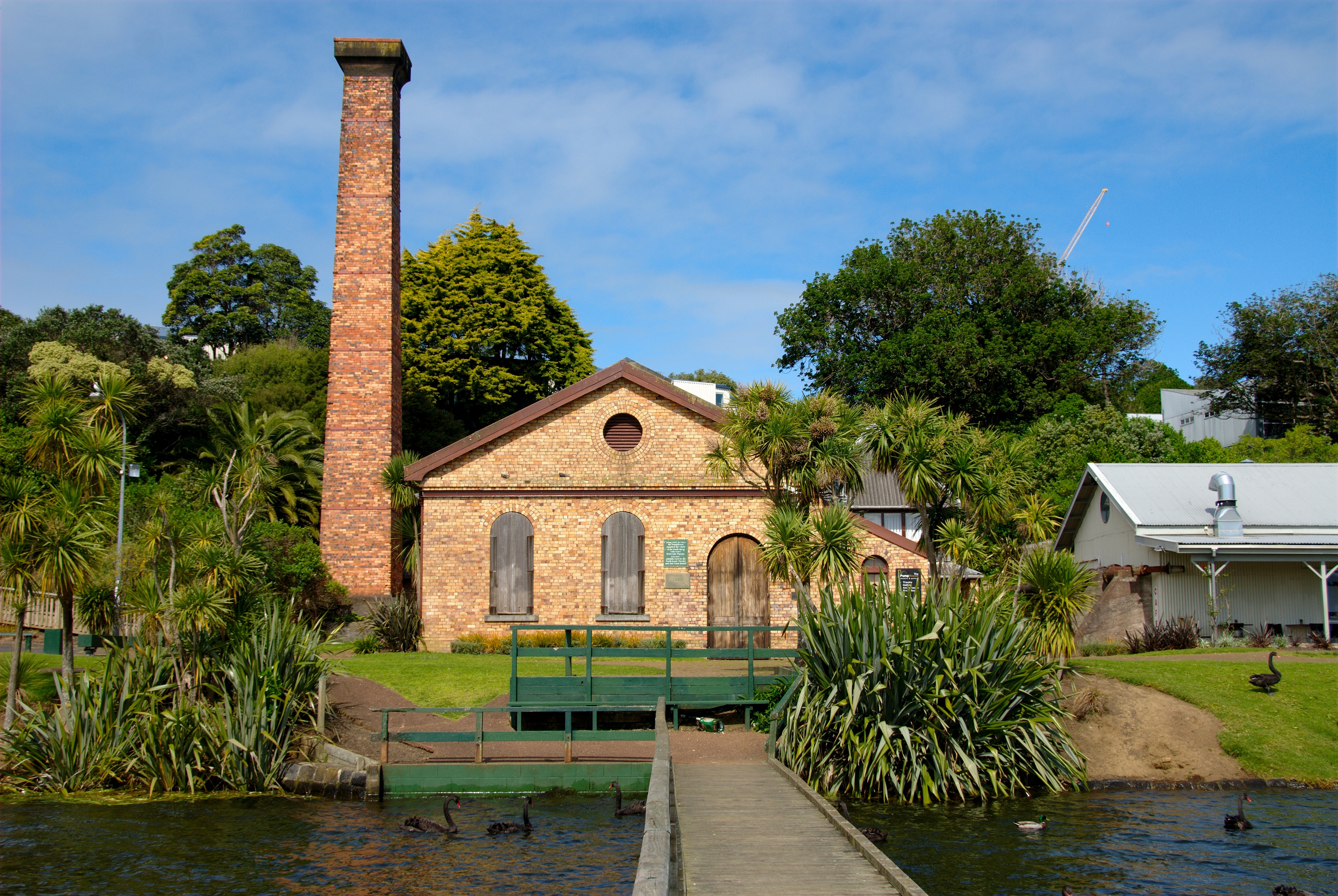
La histórica casa de la estación de bombeo, ahora sede del Teatro PumpHouse

En 1894 se construyó una estación de bombeo en la orilla del lago para suministrar agua dulce a la zona. En 1906 se sustituyó por una segunda estación de bombeo. Debido a la creciente demanda, el nivel de agua del lago descendió y la calidad del agua disminuyó. El uso del lago como suministro de agua dulce se interrumpió en 1944, cuando se obtuvieron nuevos suministros de los embalses de la cordillera de Waitākere. La segunda estación de bombeo se convirtió en un edificio protegido de categoría II por el New Zealand Historic Places Trust en 1983. En la actualidad, el edificio alberga el teatro The PumpHouse, con tres espacios de actuación, incluido un anfiteatro al aire libre.
Las plantas de Vallisneria se introdujeron en el lago y dominan gran parte del fondo del lago.

## Mitología maorí
Un mito maorí referido al lago habla de una pareja tupua, hijos de los dioses del fuego. Tras discutir y maldecir a Mahuika, la diosa del fuego, su hogar en tierra firme fue destruido por Matahoe, dios de los terremotos y las erupciones, en nombre de Mahuika. El lago Pupuke fue el resultado de la destrucción, mientras que la isla de Rangitoto surgió del mar como su exilio. Las nieblas que rodean a Rangitoto en ciertos momentos se consideran las lágrimas de la pareja tupua por su antiguo hogar.

## Uso humano
Cerca del centro de la ciudad de Takapuna, el lago es muy concurrido no sólo por las aves silvestres (como los cormoranes), sino también por los amantes de los picnics, los palistas, los kayakistas, los regatistas, los buceadores y los windsurfistas (se han impartido clases en el lago). Los buzos libres (sin tanques) han practicado en el lago. Los equipos de remo universitarios lo utilizan. Se han celebrado regatas y el Pupuke Boating Club se entrena en él. El Takapuna Boating Club organiza regatas.
La Auckland Dragon Boat Association de Auckland organiza un evento anual de carreras regionales en el lago, con carreras de 200m, 500m y 2 km. El lago es el lugar de celebración de las carreras de Dragon Boat, sprints de Canoa, maratón de Canoa y sprint de Waka Ama dentro de la competición de Canoa en los Juegos Mundiales de Masters 2017 celebrados en Auckland.
El lago Pupuke es apto para el baño, pero es turbio y contiene una espesa vegetación, y se han producido ahogamientos. El lago ha sido sometido a pruebas de bacterias y, en general, cumple las condiciones de seguridad para el baño.
En 2007, la pesca recreativa cobró mayor importancia desde que se liberaron truchas arco iris en el lago desde un criadero de peces. Sin embargo, dado que no hay arroyos reales que entren o salgan del lago, las truchas no podrán reproducirse de forma natural, y habrá que liberar nuevas truchas periódicamente. Otros peces del lago son la tenca, la perca, el gobio y la carpa.
La pared del cráter se ha explotado en varios lugares, sobre todo en el lado occidental, entre Shea Terrace y Rangitira Avenue, donde la cantera Smales sigue funcionando. Allí se ha formado una larga y delgada laguna llamada Quarry Lake (lago de la cantera) por la inundación de una antigua zona de canteras.
Los inmuebles junto al lago son caros. Los terrenos vacíos a orillas del lago son escasos; una parcela no urbanizada (de casi 1.200 metros cuadrados) costó 2,7 millones de dólares en 2008. El lago Pupuke está identificado como zona de "alto riesgo" en caso de tsunami, y se ha desarrollado un sistema de alerta telefónica de alta tecnología para los residentes de North Shore en caso de emergencia.